# Dan Vadis
Dan Vadis, nome d'arte di Constantine Daniel Vafiadis (Shanghai, 3 gennaio 1938 – Lancaster, 11 giugno 1987), è stato un attore e culturista statunitense, di origini greche.

## Biografia
Nato a Shanghai, in gioventù servì per la US Navy prima di darsi al mondo dello spettacolo. Vadis trovò la sua fortuna in Italia negli anni sessanta, durante gli anni d'oro del genere peplum, grazie alla sua prestanza fisica. Lavorò anche in televisione nella serie televisiva Selvaggio west e in un episodio di Starsky & Hutch.
Terminato il boom dei film di cappa e spada, riuscì a ritagliarsi un posto anche nell'emergente filone degli spaghetti western.
Venne ritrovato morto nella sua automobile, in mezzo al deserto, nei pressi di Lancaster (California), a causa di una overdose.

## Filmografia
- Maciste il gladiatore più forte del mondo, regia di Michele Lupo (1962)
- Ursus gladiatore ribelle, regia di Domenico Paolella (1962)
- Agguato sul grande fiume (Die Flußpiraten vom Mississippi), regia di Jürgen Roland (1963)
- I dieci gladiatori, regia di Gianfranco Parolini (1963)
- Ercole l'invincibile, regia di Alvaro Mancori (1964)
- Zorikan lo sterminatore, regia di Roberto Mauri (1964)
- Il trionfo di Ercole, regia di Alberto De Martino (1964)
- Il trionfo dei dieci gladiatori, regia di Nick Nostro (1964)
- Spartacus e gli invincibili dieci gladiatori, regia di Nick Nostro (1964)
- Colpo grosso ma non troppo (Le Corniaud), regia di Gérard Oury (1965)
- Degueyo, regia di Giuseppe Vari (1966)
- Operazione tre gatti gialli (Kommissar X - Drei gelbe Katzen), regia di Rudolf Zehetgruber (1966)
- Per pochi dollari ancora, regia di Giorgio Ferroni (1966)
- Un uomo, un cavallo, una pistola, regia di Luigi Vanzi (1967)
- Joe Bass l'implacabile (The Scalphunters), regia di Sydney Pollack (1968)
- Dio perdoni la mia pistola, regia di Mario Gariazzo, Leopoldo Savona (1969)
- Lo straniero senza nome (High Plains Drifter), regia di Clint Eastwood (1973)
- La stella di latta (Cahill U.S. Marshal), regia di Andrew V. McLaglen (1973)
- Sfida a White Buffalo (The White Buffalo), regia di J. Lee Thompson (1977)
- L'uomo nel mirino (The Gauntlet), regia di Clint Eastwood (1977)
- Filo da torcere (Every Which Way But Loose), regia di James Fargo (1978)
- Bronco Billy, regia di Clint Eastwood (1980)
- Fai come ti pare (Any Which Way You Can), regia di Buddy Van Horn (1980)
- I sette magnifici gladiatori, regia di Claudio Fragasso, Bruno Mattei (1983)

## Doppiatori italiani
- Renato Turi in I dieci gladiatori, Ercole l'invincibile, Il trionfo dei dieci gladiatori, Spartacus e gli invincibili dieci gladiatori
- Glauco Onorato in Maciste il gladiatore più forte del mondo, Agguato sul grande fiume, Per pochi dollari ancora
- Virginio Gazzolo in Un uomo, un cavallo, una pistola
- Silvano Tranquilli in Ursus gladiatore ribelle
- Adalberto Maria Merli in Il trionfo di Ercole
- Giancarlo Maestri in Dio perdoni la mia pistola
- Mario Bardella in Degueyo